# De Pietenbende van Sinterklaas
De Pietenbende van Sinterklaas is een Vlaamse televisieserie uit 2004 die werd uitgezonden op VTM bij TamTam. Het is een variant op de Nederlandse serie De Club van Sinterklaas.

## Rolverdeling
- Sinterklaas - Marc Bober
- Meesterpiet (in De Club van Sinterklaas Hoofdpiet) - Rudy Morren
- Zangpiet (in De Club van Sinterklaas Muziekpiet) - Benjamin Van Tourhout
- (Chef-kok)-Keukenpiet (in De Club van Sinterklaas Chefpiet) - Michael De Cock
- Keurpiet (in De Club van Sinterklaas Testpiet) - Karolien De Beck
- Wijsweg-piet (in De Club van Sinterklaas Wegwijspiet) - Sebastien Dewaele
- Vinnige-piet (in De Club van Sinterklaas Hoge Hoogte Piet) - Daniël Vidovsky
- Blauwsint - Door Van Boeckel